# HD 148527
HD 148527，又名CP-82 687，SAO 258748、HR 6138，是一颗恒星，视星等为6.57，位于銀經309.22，銀緯-23.47，其B1900.0坐标为赤經16h 23m 30.8s，赤緯-83° -23.47′ 12″。